# Мері Лав
Мері Лав (англ. Marie Luv, нар. 1 листопада 1981) — американська порноакторка, екзотична танцюристка і модель.

## Біографія
Народилася в Хесінда Хайтс, Каліфорнія. Першою роботою була касирка в комісаріаті авіабази в 14 років. Після закінчення школи стала працювати моделлю і знялася в семи порнофільмах під ім'ям «Destiny».
Коли її родина дізналася про порноіндустрію, вона вирішила не зніматися, поки мати не підтримає її. Незабаром знову з'явилася в порноіндустрії під ім'ям Мері Лав. Спочатку знімалася в фотосесіях, а потім перейшла до порнофільмів. Її брат є актором в гей-фільмах.
За даними на 2012 рік знялася в 404 порнофільмах.

## Премії і номінації
- 2007 AVN Award — Краща сцена групового сексу — відео — Fashionistas Safado: The Challenge.[4]
- 2008 Urban Spice Award (joint winner) — Кращий виконавець анального сексу[5]
- 2010 XRCO Award — невоспівана сирена[6]
- 2012 номінація на AVN Award — Краща сцена групового лесбійського сексу — All About Kagney Linn Karter (разом з Кегні Лінн Картер і Сарою Слоан)